# The Sea Rider
The Sea Rider er en amerikansk stumfilm fra 1920 af Edwin L. Hollywood.

## Medvirkende
- Harry T. Morey som Stephen Hardy
- Webster Campbell som Tom Hardy
- Van Dyke Brooke som Halcomb
- Alice Calhoun som Bess Halcomb
- Louiszita Valentine
- Frank Norcross